# Eudonia mawsoni
Eudonia mawsoni là một loài bướm đêm thuộc họ Crambidae. Nó là loài đặc hữu của đảo Macquarie.
Sải cánh dài 21.2-26.7 mm đối với con đực và 18.6-24.8 mm đối với con cái.